# Cafarnaum
Cafarnaum là một đô thị thuộc bang Bahia, Brasil. Đô thị này có diện tích 927,491 km², dân số năm 2007 là 17249 người, mật độ 18,6 người/km².